# Stefan Eichenberger
Stefan Eichenberger (* 1984 in Aarau) ist ein Schweizer Filmproduzent. Der von ihm produzierte Kurzfilm Parvaneh von Talkhon Hamzavi war bei der Oscarverleihung 2015 als bester Kurzfilm nominiert. Stefan Eichenberger ist seit 2017 Mitglied der Academy of Motion Picture Arts and Sciences, die jährliche die Oscars verleiht.

## Leben
Als Jugendlicher arbeitete er an der Schweizer Jugendsendung VideoGang mit. 2006 gründete er zusammen mit Gregor Frei und Joel Glatz die Filmproduktionsgesellschaft hiddenframe. Von 2006 bis 2010 studierte er Medien- und Kommunikationswissenschaft, Philosophie und Soziologie an den Universitäten Freiburg und Bern. Er schloss mit «summa cum laude» ab. Anschliessend studierte er von 2010 bis 2012 Filmrealisation mit dem Schwerpunkt Filmproduktion an der Zürcher Hochschule der Künste (ZHdK). 2011/12 wurde sein Kurz-Stummfilm Salty Times, bei dem er auch Regie führte, als Vorfilm für den Oscar-Gewinner The Artist schweizweit in die Kinos gebracht. Der 2012 im Rahmen seiner Ausbildung an der Zürcher Hochschule der Künste (ZHdK) entstandene Kurzfilm Parvaneh gewann sowohl den Student Academy Award wie den Filmpreis First Steps und wurde 2015 für einen Oscar in der Kategorie Best Live Action Short Film nominiert. Seit 2014 ist Eichenberger Mitinhaber der Schweizer Produktionsfirma Contrast Film mit Sitz in Bern und Zürich.
Im August 2015 feierte der von ihm produzierte Episodenfilm Heimatland, ein Kollektivprojekt von zehn jungen Schweizer Regisseurinnen und Regisseuren, im internationalen Wettbewerb auf dem Locarno Film Festival Weltpremiere. 2017 wurde der von ihm produzierte Kinospielfilm Der Läufer am Film Festival San Sebastian uraufgeführt. 2022 produzierte er zwei Folgen der Krimi-Reihe Tatort. 2023 wurde die von ihm produzierte Serie Davos 1917 ausgestrahlt, die bis anhin grösste Serienproduktion der Schweiz.
Ende Juni 2017 wurde Eichenberger ein Mitglied der Academy of Motion Picture Arts and Sciences, die jährlich die Oscars verleiht.

## Filmografie (Auswahl)
Produktion
- 2012: Parvaneh
- 2013: Neuland
- 2015: Heimatland
- 2018: Der Läufer
- 2020: Stürm – Bis wir tot sind oder frei
- 2021: Tatort: Schattenkinder
- 2022: Tatort: Risiken mit Nebenwirkungen
- 2023: Davos 1917
- 2023: Stella. Ein Leben.
- 2024: Landesverräter